# Association Residence Nursing Home
El Association Residence Nursing Home és un edifici històric situat a Nova York, Nova York, Estats Units. El Association Residence Nursing Home es troba inscrit en el Registre Nacional de Llocs Històrics des del 20 de febrer de 1975. Richard Morris Hunt va ser l'arquitecte del Association Residence Nursing Home.
Es troba al comtat de Nova York,Estats Units en les coordenades 40° 47′ 55″ N, 73° 58′ 01″ O / 40.798611°N,73.966944°O 40° 47′ 55″ N, 73° 58′ 01″ O / 40.798611°N,73.966944°O / 40.798611, -73.966944.
El 14 de febrer de 1814 es va establir a la ciutat de Nova York el Societat per al Association Residence Nursing Home, com es va conèixer per primera vegada. La Societat va recaptar donacions privades i va donar roba, petits fogons i menjar a dones empobrides ancianes "per alleujar i reconfortar aquelles dones grans, que antigament gaudien d'un bon grau d'afluència, però ara reduïdes a la pobresa per les vicissituds de la Providència". Va ser dirigit per dones i la seva primera directora va ser Ann Dominick el 1814. Amb l'ajut de John Jacob Astor i Peter G. L'Associació va construir un asil el 1837-38 al 226 East 20th Street i el 1845 va afegir una infermeria.